# Holger Geschwindner
Holger Geschwindner (nacido el 09 de diciembre de 1945 (79 años) en Bad Nauheim, Alemania)  es un exjugador de baloncesto alemán. Con 1.92 de estatura, jugaba en la posición de alero. Como jugador, fue internacional por Alemania, disputando los Juegos Olímpicos de Múnich 1972. Es conocido por ser el mentor, entrenador personal, asesor y amigo de la super estrella alemana Dirk Nowitzki.

## Equipos
- 1964-1971 Gießen 46ers
- 1971-1977  1860 Múnich
- 1977-1979 Brose Bamberg
- 1979-1981  ASC 1846 Gottinga
- 1981-1983 BSC Saturn Colonia
- 1983-1987 Brose Bamberg